# Supercopa de Brunéi
La Super Copa de Brunéi es un torneo de copa que se realiza en Brunéi Darussalam en el que se enfrentan a un único partido el campeón de la Brunei Super League ante el campeón de la FA Cup desde la temporada 2014.

## Historia
La copa se juega desde el año 2002 y en ese entonces se enfrentaban el campeón de la Brunei Premier League (actual segunda división de Brunéi) con el campeón de la FA Cup, aunque no se realizaba cada año como se tenía previsto. En ese periodo la copa se jugó de 2002 a 2008.

### Nuevo Formato
Con la introducción de la Brunei Super League como la nueva primera división de Brunéi en 2012, el campeón de la nueva liga enfrentaba al campeón de la FA Cup, mientras que la Brunei Premier League pasó a ser la nueva segunda categoría.
La nueva supercopa se reanudó en la temporada 2014 bajo el nombre Sumbangsih Cup.

## Ediciones anteriores
- 2002 : DPMM FC 2-1 Wijaya FC
- 2003 : Wijaya FC 1-0 MS ABDB
- 2004 : DPMM FC 4-3 MS ABDB
- 2007 : QAF FC 2-0 AH United
- 2008 : QAF FC 2-0 MS ABDB
- 2014 : MS ABDB 2-1 Indera SC
- 2015 : Indera SC 2-0 MS ABDB
- 2016 : MS ABDB 2-1 Indera SC
- 2017 : MS ABDB 2-1 Indera SC